# Manjushree Thapa

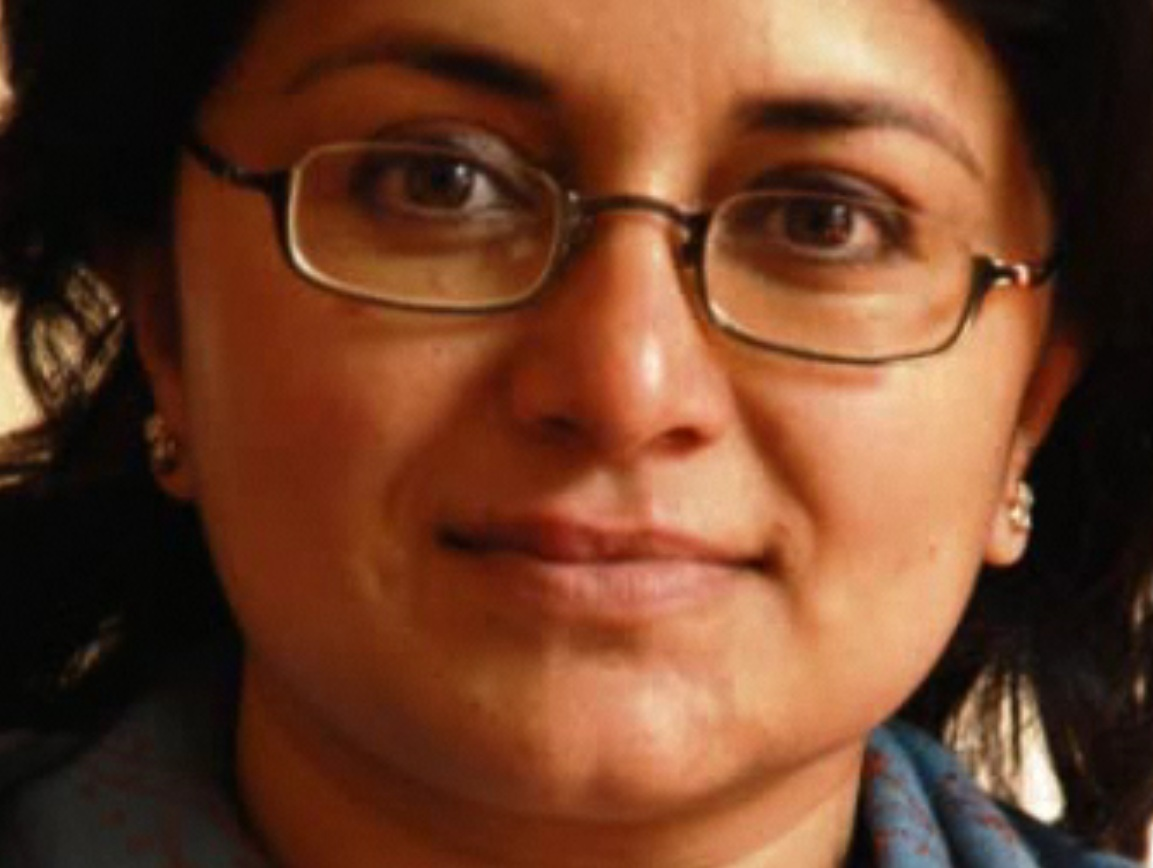
Manjushree Thapa

Manjushree Thapa (n. 1968, Kathmandu) este o scriitoare nepaleză.